# Ministre italien
Les ministres de la République italienne, conformément à l'article 92 de la Constitution italienne, forment le gouvernement et, avec le Président du Conseil des ministres d'Italie (Premier ministre), sont membres du Conseil des ministres.
Les ministres, ainsi que le président du Conseil des ministres, sont des fonctionnaires honoraires de l'État car, bien qu'ils soient rémunérés, ils n'exercent pas leur activité à titre professionnel.

## Nominations
Selon l'article 92 de la Constitution, les ministres sont nommés par décret du Président de la République, sur proposition du Président du Conseil des ministres et, selon l'article 93 de la Constitution, avant d'entrer en fonction, ils prêtent serment devant le Président de la République.
L'article 1, paragraphe 376 de la loi 244 du 24 décembre 2007 (loi budgétaire 2008) prévoit qu'à partir de la 16e législature, le nombre de ministères sera le même que celui établi par les dispositions du décret législatif 300 de 1999, c'est-à-dire 12, et que le nombre total de membres du gouvernement, y compris les ministres sans portefeuille, les vice-ministres et les sous-secrétaires d'État, ne dépassera pas 60. Il faut également tenir compte du fait que, s'agissant d'une loi ordinaire et non d'une loi constitutionnelle, elle peut toujours être modifiée par une autre loi ou un acte ayant force de loi.
Les ministres peuvent être choisis soit parmi les membres du Parlement, comme c'est généralement le cas, soit en dehors du Parlement (comme c'est le cas, par exemple, lors des gouvernements techniques).
Après leur nomination, s'ils sont parlementaires, ils peuvent continuer à appartenir à une chambre (ou être élus), il n'y a pas d'incompatibilité à cet égard.

## Fonctions
Les ministres peuvent être responsables d'un ministère, auquel cas ils sont appelés secrétaires d'État ou ministres avec portefeuille ou simplement ministres ; s'ils ne le sont pas, ils sont appelés ministres sans portefeuille et sont toujours membres du Conseil des ministres et peuvent être responsables de structures organisationnelles particulières (par exemple, les départements de la présidence du Conseil). Il convient de noter que l'expression "ministre secrétaire d'État", qui remonte à la période monarchique (où les ministres secrétaires d'État étaient opposés aux ministres d'État, qui occupaient une fonction purement honorifique) n'a pas été reprise par la Constitution républicaine et n'est donc utilisée que dans la pratique.
Le nombre, les pouvoirs et l'organisation des ministères sont fixés par la loi (article 95 de la Constitution).
Les ministres qui sont secrétaires d'État sont assistés par des sous-secrétaires d'État et des ministres adjoints.
Dans l'exercice de leurs fonctions, les ministres adoptent des mesures administratives, généralement sous la forme d'un décret (un décret ministériel est un décret pris par un seul ministre, un décret interministériel est un décret pris conjointement par plusieurs ministres). Il convient toutefois de rappeler qu'en vertu du principe de séparation entre les fonctions politico-administratives et les fonctions de gestion, les mesures ministérielles, comme celles des autres organes politiques, ne peuvent empiéter sur la sphère des fonctions de gestion, qui sont réservées aux gestionnaires, sauf exceptions expressément prévues par la loi.
Aux termes de l'article 14 du décret législatif n° 165 du 30 mars 2001, le ministre, périodiquement, et en tout cas chaque année dans les dix jours de la publication de la loi budgétaire, également sur la base des propositions des responsables des bureaux de gestion générale:
- définit les objectifs, les priorités, les plans et les programmes à mettre en œuvre et émet les directives générales qui en découlent pour l'activité et la gestion administratives ;
- alloue les ressources financières qui en découlent aux gestionnaires responsables des centres de responsabilité du ministère.

Selon le même article, le ministre ne peut révoquer, réformer, se réserver ou s'attribuer ou adopter de toute autre manière des mesures ou des actes relevant de la compétence des gestionnaires. En cas d'inaction ou de retard, le ministre peut fixer un délai péremptoire dans lequel le gestionnaire doit adopter les actes ou les mesures. Si l'inaction persiste, ou en cas de non-respect grave des directives générales par le gestionnaire compétent, entraînant un préjudice pour l'intérêt public, le ministre peut nommer, après plainte (sauf en cas d'urgence), un commissaire ad acta. Le ministre peut également annuler les actes des gestionnaires pour des raisons de légalité (annulation dite ministérielle).

## Responsabilité
Selon l'article 95 de la Constitution, les ministres sont responsables collectivement des actes du Conseil des ministres et individuellement des actes de leurs départements. La responsabilité peut être politique, administrative et pénale.
Sur le plan politique, les ministres sont responsables devant le Parlement, qui peut voter une motion de censure à l'encontre du gouvernement ou même de certains ministres, ainsi que devant le Premier ministre.
La responsabilité administrative, pour laquelle la Cour des comptes est compétente, résulte d'un dommage direct (c'est-à-dire subi par l'organisme auquel il appartient, l'État) ou indirect (subi par un particulier qui, de ce fait, a été indemnisé par l'État) à l'État, et est régie par les règles applicables à tous les fonctionnaires et agents publics.
En ce qui concerne la responsabilité pénale, dans le passé, pour les infractions commises dans l'exercice de leurs fonctions, les ministres étaient jugés par la Cour constitutionnelle dans une composition spéciale ; depuis la réforme de l'article 96 de la Constitution en 1989, ils relèvent plutôt des tribunaux ordinaires, sous réserve de l'autorisation du Sénat de la République (s'il s'agit de sénateurs ou de non-parlementaires) ou de la Chambre des députés (s'il s'agit de députés), qui peuvent la refuser lorsqu'ils estiment que les violations présumées de la loi pénale sont justifiées, dans certaines limites, par l'intérêt suprême de la République : "à ceux qui considèrent comme inconstitutionnelle la non-indépendance de l'évaluation parlementaire s'opposent ceux qui considèrent cette non-indépendance comme la réaffirmation d'une souveraineté politique qui, sous certaines conditions, peut ou doit être en mesure de soustraire le pouvoir de l'empire à l'état de droit, même si elle peut apparaître comme une renaissance de la théorie et de la pratique du gouvernement illimité". La Cour constitutionnelle, appelée à se prononcer sur les conflits d'attribution survenus entre le pouvoir judiciaire et les Chambres, semble encline à reconnaître la non-indépendance pour autant qu'elle soit suffisamment motivée et respecte les droits inaliénables".

## Note
1. ↑  Pietro Di Muccio, Sui reati dei ministri non c’è certezza: inchieste, politica, maggioranze e Consulta si incrociano (Il n'existe aucune certitude quant aux infractions commises par les ministres : les enquêtes, la politique, les majorités et la Cour de justice s'entremêlent., Il Dubbio news, 20 décembre 2019.

## Source
- (it) Cet article est partiellement ou en totalité issu de l’article de Wikipédia en italien intitulé « Ministro della Repubblica Italiana » (voir la liste des auteurs).